# Phyllophaga subtonsa
Phyllophaga subtonsa är en skalbaggsart som beskrevs av Leconte 1856. Phyllophaga subtonsa ingår i släktet Phyllophaga och familjen Melolonthidae. Inga underarter finns listade i Catalogue of Life.